# Peltoboykinia
Peltoboykinia là một chi thực vật có hoa trong họ Saxifragaceae.